# Maisonnisses
Maisonnisses este o comună în departamentul Creuse din centrul Franței. În 2009 avea o populație de 206 de locuitori.

## Evoluția populației
| An        | 1975 | 1982 | 1990 | 1999 | 2006 | 2009 |
| --------- | ---- | ---- | ---- | ---- | ---- | ---- |
| Populație | 265  | 189  | 206  | 213  | 208  | 206  |